# Thử thách cùng bước nhảy (mùa 1)
Mùa đầu tiên của chương trình Thử thách cùng bước nhảy do Đài Truyền hình Thành phố Hồ Chí Minh và Đông Tây Promotion phối hợp sản xuất, được phát sóng từ ngày 15 tháng 9 năm 2012 đến ngày 15 tháng 12 năm 2012. Trấn Thành là người dẫn chương trình của mùa này.

## Sản xuất
Buổi họp báo ra mắt chương trình đã được tổ chức vào ngày 5 tháng 7 năm 2012, công bố thành phần giám khảo cho chương trình. Kiện tướng dancesport Chí Anh và biên đạo múa John Huy Trần được thông báo là hai giám khảo cố định, cùng với các giám khảo khách mời thay đổi luân phiên bao gồm Ngô Thanh Vân, Thanh Bạch, Việt Max, Trần Ly Ly...
Vào ngày 16 tháng 7 năm 2012, Trấn Thành được công bố là người dẫn chương trình chính thức. Chia sẻ về việc được chọn làm MC, anh cho biết đây là chương trình mà anh yêu thích bởi tính thực tế, cạnh tranh và nhất là khả năng thực sự của thí sinh.

### Tuyển sinh
Vòng sơ loại của Thử thách cùng bước nhảy đã diễn ra tại bốn thành phố lớn trong tháng 7 và tháng 8 năm 2012. Thí sinh tham gia chương trình phải có độ tuổi từ 16 đến 30, và có thể đăng ký tham dự với bất kỳ thể loại nhảy nào. 
Vòng sơ loại được phát sóng trong hai tập đầu tiên của chương trình, vào ngày 15 tháng 9 (cho vòng tuyển sinh tại Cần Thơ và Hà Nội) và ngày 22 tháng 9 năm 2012 (cho vòng tuyển sinh tại Đà Nẵng và Thành phố Hồ Chí Minh).
| Thành phố             | Địa điểm                                   | (Các) ngày              | Ban giám khảo                       | Số suất |
| Cần Thơ               | Trung tâm Truyền hình Việt Nam tại Cần Thơ | 23 tháng 7              | John Huy Trần Việt Max Thu Hà       | 9       |
| Hà Nội                | Nhà hát kịch Hà Nội                        | 31 tháng 7 và 1 tháng 8 | John Huy Trần Viết Thành Tuyết Minh | 42      |
| Đà Nẵng               | Rạp Trưng Vương                            | 5 tháng 8               | John Huy Trần Viết Thành Tuyết Minh | 7       |
| Thành phố Hồ Chí Minh | Nhà thi đấu Nguyễn Du                      | 11 và 12 tháng 8        | John Huy Trần Việt Max Thu Hà       | 52      |

### Phát sóng
Các tập phát sóng của Thử thách cùng bước nhảy được công chiếu vào lúc 21:00 thứ bảy hàng tuần trên các kênh HTV7, DRT1, VTV Cần Thơ 1, HanoiTV2 và Yan TV. Từ vòng chung kết trở đi, chương trình sẽ được truyền hình trực tiếp vào lúc 21:00 các ngày thứ bảy, cùng với các đêm công bố kết quả trực tiếp vào lúc 21:30 chủ nhật.
Sau đêm trao giải vào ngày 15 tháng 12 năm 2012, một tập đặc biệt nhìn lại những khoảnh khắc đáng nhớ của cả mùa đã được phát sóng vào ngày 22 tháng 12 năm 2012. Từ ngày 29 tháng 12, chương trình tổ chức thêm bốn đêm trình diễn trực tiếp hàng tuần với tên gọi Liên hoan tài năng cùng bước nhảy, tôn vinh những tài năng nhảy múa ở từng thể loại khác nhau.

## Top 20

### Nữ
| Thí sinh               | Tuổi | Quê quán              | Thể loại nhảy múa  | Thứ hạng chung cuộc                |
| ---------------------- | ---- | --------------------- | ------------------ | ---------------------------------- |
| Lại Sao Mai            | 21   | Hà Nội                | Hip-hop            | Top 20                             |
| Hoàng Thị Ngọc Dung    | 21   | Thành phố Hồ Chí Minh | Đương đại          | Top 18                             |
| Huỳnh Thị Mến          | 22   | Thành phố Hồ Chí Minh | Jazz               | Top 16                             |
| Trần Thụy Trúc Phương  | 25   | Đắk Lắk               | Hip-hop            | Top 14                             |
| Nguyễn Hoàng Thảo Uyên | 18   | Thành phố Hồ Chí Minh | Dancesport         | Top 12 (rút lui do bị chấn thương) |
| Nguyễn Thúy Hằng       | 30   | Hà Nội                | Đương đại          | Top 10                             |
| Lê Thị Kim Phụng       | 23   | Thành phố Hồ Chí Minh | Jazz               | Top 8                              |
| Chu Thị Quỳnh Trang    | 18   | Hà Nội                | Dancesport         | Top 6                              |
| Võ Thị Hồng Nhung      | 23   | Thành phố Hồ Chí Minh | Đương đại          | Top 4                              |
| Lâm Thị Tố Như         | 17   | Thành phố Hồ Chí Minh | Ballet - đương đại | Á quân                             |

### Nam
| Thí sinh            | Tuổi | Quê quán              | Thể loại nhảy múa   | Thứ hạng chung cuộc |
| ------------------- | ---- | --------------------- | ------------------- | ------------------- |
| Trần Anh Huy        | 20   | Sóc Trăng             | Hip-hop/Jazz        | Top 20              |
| Nguyễn Anh Toàn     | 29   | Thành phố Hồ Chí Minh | Đương đại           | Top 18              |
| Nguyễn Phước Tư Duy | 27   | Thừa Thiên - Huế      | Đương đại & Popping | Top 16 (rút lui)    |
| Đoàn Trung Hiếu     | 21   | Thành phố Hồ Chí Minh | Hip-hop             | Top 14              |
| Tạ Xuân Chiến       | 27   | Thái Bình             | Dân gian đương đại  | Top 12              |
| Nguyễn Toàn Trung   | 22   | Hà Nội                | Popping             | Top 10              |
| Đặng Minh Hiền      | 22   | Hà Nội                | Đương đại           | Top 8               |
| Nguyễn Tuấn Đạt     | 17   | Hà Nội                | Dancesport          | Top 6               |
| Đỗ Quang Đăng       | 23   | Bến Tre               | Hip-hop             | Top 3               |
| Lâm Vinh Hải        | 23   | Thành phố Hồ Chí Minh | Hip-hop             | Quán quân           |

## Kết quả
| Nữ | Nam | Top 3 vũ công đứng cuối cùng | Top 4 vũ công đứng cuối cùng | Chấn thương | Từ bỏ cuộc |

| 1  | Lâm Vinh Hải           | 3 vũ công cuối cùng |                     |                     |                     | 3 vũ công cuối cùng | 4 vũ công cuối cùng | 4 vũ công cuối cùng | Top 4 | Quán quân |  |  |  |
| 2  | Lâm Tố Như             |                     |                     |                     |                     |                     |                     |                     | Top 4 | Á Quân    |  |  |  |
| 3  | Đỗ Quang Đăng          |                     |                     |                     |                     |                     |                     |                     | Top 4 | Hạng ba   |  |  |  |
| 4  | Võ Thị Hồng Nhung      |                     |                     |                     |                     |                     |                     |                     | Top 4 | Hạng tư   |  |  |  |
| 5  | Nguyễn Tuấn Đạt        |                     |                     |                     |                     |                     |                     |                     | Loại  |           |  |  |  |
| 6  | Chu Thị Quỳnh Trang    | 3 vũ công cuối cùng |                     |                     |                     | Chấn thương1        | Chấn thương1        | 4 vũ công cuối cùng | Loại  |           |  |  |  |
| 7  | Đặng Minh Hiền         |                     |                     |                     |                     |                     |                     | Loại                |       |           |  |  |  |
| 8  | Lê Thị Kim Phụng       |                     |                     |                     |                     |                     | 4 vũ công cuối cùng | Loại                |       |           |  |  |  |
| 9  | Nguyễn Toàn Trung      |                     |                     | 3 vũ công cuối cùng | 3 vũ công cuối cùng | 3 vũ công cuối cùng | Loại                |                     |       |           |  |  |  |
| 10 | Nguyễn Thúy Hằng       |                     |                     | 3 vũ công cuối cùng | 3 vũ công cuối cùng | 2 vũ công cuối cùng | Loại                |                     |       |           |  |  |  |
| 11 | Tạ Xuân Chiến          |                     |                     | 3 vũ công cuối cùng | 3 vũ công cuối cùng | Loại                |                     |                     |       |           |  |  |  |
| 12 | Nguyễn Hoàng Thảo Uyên |                     |                     | 3 vũ công cuối cùng | 3 vũ công cuối cùng | Chấn thương2        |                     |                     |       |           |  |  |  |
| 13 | Đoàn Trung Hiếu        |                     | 3 vũ công cuối cùng |                     | Loại                |                     |                     |                     |       |           |  |  |  |
| 14 | Trần Thụy Trúc Phương  |                     | 3 vũ công cuối cùng |                     | Loại                |                     |                     |                     |       |           |  |  |  |
| 15 | Nguyễn Phước Tư Duy    |                     | 3 vũ công cuối cùng | Từ bỏ cuộc          |                     |                     |                     |                     |       |           |  |  |  |
| 16 | Huỳnh Thị Mến          |                     | 3 vũ công cuối cùng | Loại                |                     |                     |                     |                     |       |           |  |  |  |
| 17 | Nguyễn Anh Toàn        | 2 vũ công cuối cùng | Loại                |                     |                     |                     |                     |                     |       |           |  |  |  |
| 18 | Hoàng Thị Ngọc Dung    | 3 vũ công cuối cùng | Loại                |                     |                     |                     |                     |                     |       |           |  |  |  |
| 19 | Trần Anh Huy           | Loại                |                     |                     |                     |                     |                     |                     |       |           |  |  |  |
| 20 | Lại Sao Mai            | Loại                |                     |                     |                     |                     |                     |                     |       |           |  |  |  |

^1 Quỳnh Trang đã bị chấn thương vào đêm diễn trước đấy & rơi vào top các vũ công nguy hiểm.

^2 Thảo Uyên đã bị chấn thương vào tuần trước đấy & tiếp tục chấn thương vào đêm kết quả khiến cho cô bắt buộc phải tự nguyện rút lui.

## Thể loại nhảy múa qua những đêm Gala VCK
| Vũ công     | 1          | 2                  | 3              | 4         | 5                              | 6           | 7                     | 8                  | 9                             |
| ----------- | ---------- | ------------------ | -------------- | --------- | ------------------------------ | ----------- | --------------------- | ------------------ | ----------------------------- |
| Vinh Hải    | Samba      | Dân gian đương đại | Lyrical hiphop | Disco     | Jazz & Vũ điệu Nga             | Hiphop      | Jazz & Zouk           | Merengue & Samba   | DGĐĐ - Jazz - Đương đại       |
| Tố Như      | Slow-waltz | Afro Dance         | Jazz           | Hiphop    | Đương đại & Bollywood          | Hiphop      | Đương đại & Chachacha | Broadway & Hiphop  | DGĐĐ - Tango - Broadway       |
| Quang Đăng  | Broadway   | Tango              | Bachata        | Đương đại | Hiphop và Dân gian đương đại   | Slow fox    | Đương đại & Chachacha | Ballet & Đương đại | Jazz - Tango - Hiphop         |
| Hồng Nhung  | Broadway   | Tango              | Bachata        | Đương đại | Hiphop và Dân gian đương đại   | Lambada     | Salsa & Đương đại     | Merengue & Samba   | Đương đại - Broadway - Hiphop |
| Tuấn Đạt    | Slow-waltz | Afro Dance         | Jazz           | Hiphop    | Đương đại & Bollywood          | Đương đại   | Salsa & Đương đại     | Broadway & Hiphop  |                               |
| Quỳnh Trang | Samba      | Dân gian đương đại | Lyrical hiphop | Disco     | Chấn thương                    | Chấn thương | Flamenco & Hiphop     | Ballet & Đương đại |                               |
| Minh Hiền   | Đương đại  | Lyrical hiphop     | Đương đại      | Jive      | Salsa & Hiphop House           | Jazz        | Flamenco & Hiphop     |                    |                               |
| Kim Phụng   | Đương đại  | Lyrical hiphop     | Đương đại      | Jive      | Salsa & Hiphop House           | Slow fox    | Jazz & Zouk           |                    |                               |
| Toàn Trung  | Hiphop     | Jazz               | Broadway       | Đương đại | Pasodoble & Hiphop             | Lambada     |                       |                    |                               |
| Thúy Hằng   | Hiphop     | Jazz               | Broadway       | Đương đại | Pasodoble & Hiphop             | Đương đại   |                       |                    |                               |
| Xuân Chiến  | Salsa      | Hiphop             | Rumba          | Jazz      | Dân gian đương đại & Quickstep |             |                       |                    |                               |
| Thảo Uyên   | Salsa      | Hiphop             | Rumba          | Jazz      | Chấn thương                    |             |                       |                    |                               |
| Trung Hiếu  | Hiphop     | Đương đại          | Hiphop         | Mambo     |                                |             |                       |                    |                               |
| Thảo Phương | Hiphop     | Đương đại          | Hiphop         | Mambo     |                                |             |                       |                    |                               |
| Tư Duy      | Jazz       | Đương đại          | Quick Waltz    |           |                                |             |                       |                    |                               |
| Huỳnh Mến   | Jazz       | Đương đại          | Quick Waltz    |           |                                |             |                       |                    |                               |
| Anh Toàn    | Hiphop     | Chachacha          |                |           |                                |             |                       |                    |                               |
| Ngọc Dung   | Jazz       | Chachacha          |                |           |                                |             |                       |                    |                               |
| Anh Huy     | Jazz       |                    |                |           |                                |             |                       |                    |                               |
| Sao Mai     | Hiphop     |                    |                |           |                                |             |                       |                    |                               |

## Vòng chung kết

### Đêm Gala VCK 1 - 13/10/2012
Giám khảo khách mời:Ngô Thanh Vân
| Mã số bình chọn | Cặp đôi                  | Nhạc phẩm      | Thể loại nhảy múa | Biên đạo múa             | Kết quả   |
| --------------- | ------------------------ | -------------- | ----------------- | ------------------------ | --------- |
| 1               | Quỳnh Trang & Vinh Hải   | Corpus rex     | Samba             | Aleksandar Vachev        | Nguy hiểm |
| 2               | Huỳnh Mến & Tư Duy       | Bad romance    | Jazz              | John Huy Trần            | An toàn   |
| 3               | Hồng Nhung & Quang Đăng  | Money money    | Broadway          | Jean Aurel Maurice       | An toàn   |
| 4               | Kim Phụng & Minh Hiền    | Lullaby        | Đương đại         | John Huy Trần            | An toàn   |
| 5               | Thúy Hằng & Toàn Trung   | Planet control | Hiphop            | Janmary Neef             | An toàn   |
| 6               | Ngọc Dung & Anh Huy      | Sing sing sing | Jazz              | Jean Aurel Maurice       | Nguy hiểm |
| 7               | Sao Mai & Anh Toàn       | Crystallize    | Hiphop            | Việt Max & Hà Lê         | Nguy hiểm |
| 8               | Tố Như & Tuấn Đạt        | Dream catcher  | Slow-waltz        | Aleksandar Vachev        | An toàn   |
| 9               | Thảo Uyên & Xuân Chiến   | Quiereme na ma | Salsa             | Thiên Chương & Thiện Tâm | An toàn   |
| 10              | Trúc Phương & Trung Hiếu | Think          | Hiphop            | Janmary Neef             | An toàn   |

#### Solo 30s
| Số thứ tự | Vũ công     | Nhạc phẩm           | Kết quả |
| --------- | ----------- | ------------------- | ------- |
| 1         | Sao Mai     | Do you wanna funk   | Bị loại |
| 2         | Anh Toàn    | He has made me glad | An toàn |
| 3         | Ngọc Dung   | Lý chiều chiều      | An toàn |
| 4         | Anh Huy     | Back in time        | Bị loại |
| 5         | Quỳnh Trang | Move like jagger    | An toàn |
| 6         | Vinh Hải    | Circle of life      | An toàn |

### Đêm Gala VCK 2 - 20/10/2012
Giám khảo khách mời:John Huy Trần
| Mã số bình chọn | Cặp đôi                  | Nhạc phẩm                | Thể loại nhảy múa  | Biên đạo múa       | Kết quả   |
| --------------- | ------------------------ | ------------------------ | ------------------ | ------------------ | --------- |
| 1               | Huỳnh Mến & Tư Duy       | Emelie Sande             | Đương đại          | Rosemary Pollard   | Nguy hiểm |
| 2               | Hồng Nhung & Quang Đăng  | Allegretto               | Tango              | Aleksandar Vachev  | An toàn   |
| 3               | Thúy Hằng & Toàn Trung   | Candyman                 | Jazz               | Y Thanh            | An toàn   |
| 4               | Tố Như & Tuấn Đạt        | Tribal                   | Afro Dance         | Jean Aurel Maurice | An toàn   |
| 5               | Quỳnh Trang & Vinh Hải   | Mưa bay tháp cổ          | Dân gian đương đại | Hữu Trị            | An toàn   |
| 6               | Kim Phụng & Minh Hiền    | The way you make me feel | Lyrical hiphop     | Việt Max & Hà Lê   | An toàn   |
| 7               | Ngọc Dung & Anh Toàn     | Get the party started    | Chachacha          | Aleksandar Vachev  | Nguy hiểm |
| 8               | Trúc Phương & Trung Hiếu | Feeling good             | Đương đại          | Rosemary Pollard   | Nguy hiểm |
| 9               | Thảo Uyên & Xuân Chiến   | I feel good              | Hiphop             | Việt Max & Hà Lê   | An toàn   |

#### Solo 30s
| Số thứ tự | Vũ công     | Nhạc phẩm              | Kết quả |
| --------- | ----------- | ---------------------- | ------- |
| 1         | Trúc Phương | As long as you love me | An toàn |
| 2         | Trung Hiếu  | Triệu phú              | An toàn |
| 3         | Ngọc Dung   | Giấc mơ trưa           | Bị loại |
| 4         | Anh Toàn    | Give thanks            | Bị loại |
| 5         | Huỳnh Mến   | Mẹ yêu                 | An toàn |
| 6         | Tư Duy      | Gotta boy friend       | An toàn |

### Đêm Gala VCK 3 - 27/10/2012
Giám khảo khách mời:Thanh Bạch
| Mã số bình chọn | Cặp đôi                  | Nhạc phẩm          | Thể loại nhảy múa | Biên đạo múa            | Kết quả   |
| --------------- | ------------------------ | ------------------ | ----------------- | ----------------------- | --------- |
| 1               | Trúc Phương & Trung Hiếu | Look at me now     | Hiphop            | Janmary Neef            | An toàn   |
| 2               | Thảo Uyên & Xuân Chiến   | Pretty             | Rumba             | Aleksandar Vachev       | Nguy hiểm |
| 3               | Tố Như & Tuấn Đạt        | I wanna go         | Jazz              | Ngọc Hiền               | An toàn   |
| 4               | Huỳnh Mến & Tư Duy       | Huo de la luna     | Quick Waltz       | Aleksandar Vachev       | Nguy hiểm |
| 5               | Hồng Nhung & Quang Đăng  | Bachatera          | Bachata           | Quang Thịnh & Khánh Thu | An toàn   |
| 6               | Quỳnh Trang & Vinh Hải   | Unbreak my heart   | Lyrical hiphop    | Việt Max & Hà Lê        | An toàn   |
| 7               | Thúy Hằng & Toàn Trung   | I got rhythm       | Broadway          | Rosemary Pollard        | Nguy hiểm |
| 8               | Kim Phụng & Minh Hiền    | 123 if you want me | Múa đương đại     | John Huy Trần           | An toàn   |

#### Solo 30s
| Số thứ tự | Vũ công    | Nhạc phẩm              | Kết quả |
| --------- | ---------- | ---------------------- | ------- |
| 1         | Thảo Uyên  | Drop it low            | An toàn |
| 2         | Xuân Chiến | Thư pháp               | An toàn |
| 3         | Thúy Hằng  | La valse d'amelie      | An toàn |
| 4         | Toàn Trung | Tour de France         | An toàn |
| 5         | Huỳnh Mến  | Teach me how to shimmy | Bị loại |
| 6         | Tư Duy     | Chapter 9              | Bỏ cuộc |

- Tư Duy rút lui vì lý do cá nhân, đồng nghĩa với việc Xuân Chiến & Toàn Trung đã được ở lại với cuộc thi.

### Đêm Gala VCK 4 - 03/11/2012
Giám khảo khách mời:Lê Hoàng
| Mã số bình chọn | Cặp đôi                  | Nhạc phẩm                         | Thể loại nhảy múa | Biên đạo múa            | Kết quả   |
| --------------- | ------------------------ | --------------------------------- | ----------------- | ----------------------- | --------- |
| 1               | Thúy Hằng & Toàn Trung   | I'm yours                         | Múa đương đại     | Jean Aurel Maurice      | Nguy hiểm |
| 2               | Kim Phụng & Minh Hiền    | Runaway baby                      | Jive              | Aleksandar Vachev       | An toàn   |
| 3               | Thảo Uyên & Xuân Chiến   | When you tell me that you love me | Jazz              | Y Thanh                 | Nguy hiểm |
| 4               | Quỳnh Trang & Vinh Hải   | I will survive                    | Disco             | Rosemary Pollard        | An toàn   |
| 5               | Trúc Phương & Trung Hiếu | Mambo Guzon                       | Mambo             | Bích Ngọc & Ngọc Nam    | Nguy hiểm |
| 6               | Hồng Nhung & Quang Đăng  | Lại gần hôn anh                   | Múa đương đại     | John Huy Trần           | An toàn   |
| 7               | Tố Như & Tuấn Đạt        | Bubblin' in the cut               | Hiphop            | Lê Phương & Phạm Phương | An toàn   |

#### Solo 30s
| Số thứ tự | Vũ công     | Nhạc phẩm             | Kết quả |
| --------- | ----------- | --------------------- | ------- |
| 1         | Thúy Hằng   | Love the way you lie  | An toàn |
| 2         | Toàn Trung  | Funkin power          | An toàn |
| 3         | Trúc Phương | This instant          | Bị loại |
| 4         | Trung Hiếu  | Never close your eyes | Bị loại |
| 5         | Thảo Uyên   |                       | An toàn |
| 6         | Xuân Chiến  | Dancing               | An toàn |

### Đêm Gala VCK 5 - 10/11/2012
Giám khảo khách mời:Đoan Trang
Đêm thi này chỉ có 10 thí sinh tham gia vì Thảo Uyên bị chấn thương tái phát đầu gối vào tuần trước đấy & Quỳnh Trang bị chấn thương ở tay trong lúc tập luyện cho nên là cả 2 sẽ phải nghỉ 1 tuần thi đấu.Thảo Uyên sẽ phải tham gia thử thách solo 30s trong đêm công bố top 10 trong khi Quỳnh Trang solo 30s trong đêm công bố top 8.Người sẽ hỗ trợ bài nhảy đôi của Xuân Chiến và Lâm Vinh Hải là 2 thí sinh bị loại trước đó là Huỳnh Mến (top 16) và Nhật Anh (top 34 bán kết) cùng biên đạo múa Quỳnh Lan.Xuân Chiến & Vinh Hải chỉ được bình chọn tin nhắn theo cá nhân thay vì cặp.
| Mã số bình chọn | Cặp đôi                       | Nhạc phẩm                      | Thể loại nhảy múa      | Biên đạo múa                     | Kết quả   |
| --------------- | ----------------------------- | ------------------------------ | ---------------------- | -------------------------------- | --------- |
| 1               | Hồng Nhung & Quang Đăng       | Lalo schifrin                  | Hiphop                 | Lê Phương & Phạm Phương          | An toàn   |
| 1               | Hồng Nhung & Quang Đăng       | Đi tìm lời ru nữ thần mặt trời | Múa dân gian đương đại | Xuân Thành & Phương Thảo         | An toàn   |
| 2               | Vinh Hải (Hỗ trợ:Nhật Anh)    | Born this way                  | Jazz                   | John Huy Trần (hỗ trợ: Nhật Anh) | Nguy hiểm |
| 2               | Vinh Hải (Hỗ trợ:Nhật Anh)    | Dân ca Nga                     | Vũ điệu Nga            | Biên đạo & hỗ trợ: Quỳnh Lan     | Nguy hiểm |
| 3               | Xuân Chiến (Hỗ trợ:Huỳnh Mến) | Linh hồn của đôi tay           | Múa dân gian đương đại | Thiên Lăng                       | Nguy hiểm |
| 3               | Xuân Chiến (Hỗ trợ:Huỳnh Mến) | Besame Mucho                   | Quickstep              | Giang Châu & Quỳnh Quyên         | Nguy hiểm |
| 4               | Thúy Hằng & Toàn Trung        | Unstoppable                    | Pasodoble              | Hoàng Khải                       | Nguy hiểm |
| 4               | Thúy Hằng & Toàn Trung        | In the end                     | Hiphop                 | Việt Max & Hà Lê                 | Nguy hiểm |
| 5               | Tố Như & Tuấn Đạt             | Giấc mơ về mẹ                  | Múa đương đại          | Quỳnh Lan                        | An toàn   |
| 5               | Tố Như & Tuấn Đạt             | Jhoom Barabar Jhoom            | Bollywood              | Thu Hương                        | An toàn   |
| 6               | Kim Phụng & Minh Hiền         | La vida es un carnaval         | Salsa                  | Hồng Ngọc                        | An toàn   |
| 6               | Kim Phụng & Minh Hiền         | Brighter day                   | Hiphop house           | Lê Phương & Phạm Phương          | An toàn   |

#### Solo 30s
| Số thứ tự | Thí sinh   | Nhạc phẩm         | Kết quả  |
| --------- | ---------- | ----------------- | -------- |
| 1         | Toàn Trung | Flip that shit    | An toàn  |
| 2         | Xuân Chiến | Main title        | Bị loại  |
| 3         | Vinh Hải   | Alexandria        | An toàn  |
| 4         | Thúy Hằng  | Bust your windows | Miễn trừ |
| 5         | Thảo Uyên  | I will survive    | Bỏ cuộc  |

Thảo Uyên tự dừng bước vì đầu gối tiếp tục tái phát nặng,đồng nghĩa có nghĩa rằng là Thúy Hằng đã được đi tiếp.

### Đêm Gala VCK 6 - 17/11/2012
Giám khảo khách mời:Ngô Thanh Vân & John Huy Trần

#### Bài nhảy đôi
| Số thứ tự | Cặp đôi/Mã số bình chọn           | Nhạc phẩm         | Thể loại nhảy múa | Biên đạo múa            | Kết quả                                   |
| --------- | --------------------------------- | ----------------- | ----------------- | ----------------------- | ----------------------------------------- |
| 1         | Tố Như (1) & Vinh Hải (2)         | Salsa Ghetto      | Hiphop            | Viết Thành              | Tố Như an toàn & Vinh Hải nguy hiểm       |
| 2         | Thúy Hằng (5) & Tuấn Đạt (6)      | Earth song        | Đương đại         | Jessica Đào             | Thúy Hằng nguy hiểm & Tuấn Đạt an toàn    |
| 3         | Minh Hiền (9) (hỗ trợ: Huỳnh Mến) | When doves cry    | Jazz              | Y Thanh                 | An toàn                                   |
| 4         | Kim Phụng (3) & Quang Đăng (4)    | Wade in the water | Slow fox          | Giang Châu              | Kim Phụng nguy hiểm & Quang Đăng an toàn  |
| 5         | Hồng Nhung (7) & Toàn Trung (8)   | Lambada           | Lambada           | Sao Mai & Aki Kalaitzis | Hồng Nhung an toàn & Toàn Trung nguy hiểm |

#### Solo 30s
| Mã số bình chọn | Vũ công    | Nhạc phẩm                  | Kết quả   |
| --------------- | ---------- | -------------------------- | --------- |
| 1               | Tố Như     | Outta your mind            | Nguy hiểm |
| 2               | Vinh Hải   | Butterfly                  | An toàn   |
| 3               | Kim Phụng  | Let's go                   | An toàn   |
| 4               | Quang Đăng | Get up offa that thing     | Nguy hiểm |
| 5               | Thúy Hằng  | La fille male gar dee      | An toàn   |
| 6               | Tuấn Đạt   | Mission impossible (theme) | Nguy hiểm |
| 7               | Hồng Nhung | Bleeding love              | Nguy hiểm |
| 8               | Toàn Trung | Battle for the beat        | An toàn   |
| 9               | Minh Hiền  | It's my life               | An toàn   |

#### Solo 30s (top nguy hiểm)
| Số thứ tự | Vũ công     | Nhạc phẩm          | Kết quả |
| --------- | ----------- | ------------------ | ------- |
| 1         | Toàn Trung  | Scars              | Bị loại |
| 2         | Vinh Hải    | I catch my breath  | An toàn |
| 3         | Kim Phụng   | Fuego              | An toàn |
| 4         | Thúy Hằng   | Chênh vênh         | Bị loại |
| 5         | Quỳnh Trang | Batucada for favor | An toàn |

### Đêm Gala VCK 7 - 24/11/2012
Giám khảo khách mời:Đoan Trang
| Số thứ tự | Cặp đôi/MSBC                    | Nhạc phẩm            | Thể loại nhảy múa | Biên đạo múa             | Kết quả   |
| --------- | ------------------------------- | -------------------- | ----------------- | ------------------------ | --------- |
| 1         | Hồng Nhung (1) & Tuấn Đạt (2)   | Best S               | Salsa             | Quang Thịnh & Khánh Thu  | An toàn   |
| 1         | Hồng Nhung (1) & Tuấn Đạt (2)   | Wash                 | Đương đại         | Hani Abaza               | An toàn   |
| 2         | Tố Như (3) & Quang Đăng (4)     | Listen               | Đương đại         | John Huy Trần            | An toàn   |
| 2         | Tố Như (3) & Quang Đăng (4)     | Love potion number 9 | Chachacha         | Hoàng Khải               | An toàn   |
| 3         | Quỳnh Trang (5) & Minh Hiền (6) | Torealdor            | Flamenco          | Ngọc Quang               | Nguy hiểm |
| 3         | Quỳnh Trang (5) & Minh Hiền (6) | Set fire to the rain | Hiphop            | Việt Max & Hà Lê         | Nguy hiểm |
| 4         | Kim Phụng (7) & Vinh Hải (8)    | Yes                  | Jazz              | Hani Abaza               | Nguy hiểm |
| 4         | Kim Phụng (7) & Vinh Hải (8)    | Real love            | Zouk              | Sao Mai & James Q.Hawtin | Nguy hiểm |

#### Solo 30s
| MSBC | Vũ công     | Nhạc phẩm                  | Kết quả   |
| ---- | ----------- | -------------------------- | --------- |
| 1    | Hồng Nhung  | Giấc mơ trưa               | An toàn   |
| 2    | Tuấn Đạt    | Everybody loves a carnival | An toàn   |
| 3    | Tố Như      | Better dig two             | An toàn   |
| 4    | Quang Đăng  | Power                      | An toàn   |
| 5    | Quỳnh Trang | Run                        | Nguy hiểm |
| 6    | Minh Hiền   | Những mùa đông yêu dấu     | Nguy hiểm |
| 7    | Kim Phụng   | Hall of fame               | Nguy hiểm |
| 8    | Vinh Hải    | Get up and fly             | Nguy hiểm |

#### Solo 30s (top nguy hiểm)
| Số thứ tự | Vũ công     | Nhạc phẩm          | Kết quả |
| --------- | ----------- | ------------------ | ------- |
| 1         | Quỳnh Trang | You'll find a way  | An toàn |
| 2         | Kim Phụng   | Devastating stereo | Bị loại |
| 3         | Vinh Hải    | Hi-yah!            | An toàn |
| 4         | Minh Hiền   | Down               | Bị loại |

### Đêm Gala VCK 8 - 01/12/2012
Giám khảo khách mời:Lê Hoàng
- Top 3 vũ công nam nhảy Jazz,biên đạo múa Hani Abaza
- Top 3 vũ công nữ nhảy Bollywood,biên đạo múa Thu Hương
- Top 6 nhảy Hiphop,biên đạo múa Việt Max & Hà Lê

| Số thứ tự | Cặp đôi/MSBC                     | Nhạc phẩm    | Thể loại        | Biên đạo                | Kết quả                                  |
| --------- | -------------------------------- | ------------ | --------------- | ----------------------- | ---------------------------------------- |
| 1         | Quỳnh Trang (1) & Quang Đăng (2) | Aden         | Ballet hiện đại | Ngọc Quang              | Quỳnh Trang bị loại & Quang Đăng an toàn |
| 1         | Quỳnh Trang (1) & Quang Đăng (2) | Bloodstream  | Múa đương đại   | Hani Abaza              | Quỳnh Trang bị loại & Quang Đăng an toàn |
| 2         | Hồng Nhung (3) & Vinh Hải (4)    | Rompecineura | Merengue        | Sao Mai & Aki Kalaitzis | An toàn                                  |
| 2         | Hồng Nhung (3) & Vinh Hải (4)    | Swing da cor | Samba           | Aleksandar Vachev       | An toàn                                  |
| 3         | Tố Như (5) & Tuấn Đạt (6)        | Shipoopi     | Broadway        | John Huy Trần           | Tố Như an toàn & Tuấn Đạt bị loại        |
| 3         | Tố Như (5) & Tuấn Đạt (6)        | Love story   | Hiphop          | Lê Phương & Phạm Phương | Tố Như an toàn & Tuấn Đạt bị loại        |

#### Solo 30s
| MSBC | Vũ công     | Nhạc phẩm              | Kết quả |
| ---- | ----------- | ---------------------- | ------- |
| 1    | Quỳnh Trang | Scooby snacks          | Bị loại |
| 2    | Quang Đăng  | Buổi sáng ở Ciao Cafe  | An toàn |
| 3    | Hồng Nhung  | Who you are            | An toàn |
| 4    | Vinh Hải    | Sai                    | An toàn |
| 5    | Tố Như      | Get up                 | An toàn |
| 6    | Tuấn Đạt    | Straight to number one | Bị loại |

### Đêm Gala VCK 9 - 08/12/2012 & Gala công bố kết quả,đăng quang & trao giải thưởng - 15/12/2012
Giám khảo khách mời:John Huy Trần & Việt Max
Top 4 vũ công nhảy Hiphop,biên đạo múa Viết Thành

#### Bài nhảy đôi
| Số thứ tự | Cặp đôi                         | Nhạc phẩm                       | Thể loại nhảy múa  | Biên đạo             |
| --------- | ------------------------------- | ------------------------------- | ------------------ | -------------------- |
| 1         | Tố Như (1) & VInh Hải (2)       | Son                             | Dân gian đương đại | Đạt Minh & Vĩnh Hiển |
| 2         | Hồng Nhung (3) & Quang Đăng (4) | Caliente                        | Hiphop             | Viết Thành           |
| 3         | Vinh Hải (2) & Quang Đăng (4)   | Your visits are getting shorter | Jazz               | Hani Abaza           |
| 4         | Tố Như (1) & Hồng Nhung (3)     | All that jazz                   | Broadway           | Rosemary Pollard     |
| 5         | Tố Như (1) & Quang Đăng (4)     | La cumparsita                   | Tango              | Guillermo Claure     |
| 6         | Vinh Hải (2) & Hồng Nhung (3)   | Body language                   | Đương đại          | Hani Abaza           |

#### Solo 30s
| MSBC | Vũ công    | Nhạc phẩm             |
| ---- | ---------- | --------------------- |
| 1    | Tố Như     | The day you went away |
| 2    | Vinh Hải   | Super mario bros      |
| 3    | Hồng Nhung | When you're gone      |
| 4    | Quang Đăng | Mercy                 |

#### Kết quả chung cuộc
| Mã số bình chọn | Vũ công    | Kết quả                                                        |
| --------------- | ---------- | -------------------------------------------------------------- |
| 2               | Vinh Hải   | Vũ công đã được khán giả yêu thích nhất trong năm 2012 (27.5%) |
| 1               | Tố Như     | Á Quân (26.7%)                                                 |
| 4               | Quang Đăng | Hạng ba (23.3%)                                                |
| 3               | Hồng Nhung | Hạng tư (22.5%)                                                |